# Pittosporum rehderianum
Pittosporum rehderianum är en tvåhjärtbladig växtart som beskrevs av Gowda. Pittosporum rehderianum ingår i släktet Pittosporum och familjen Pittosporaceae. Utöver nominatformen finns också underarten P. r. ternstroemioides.